# 黄药属
黄药属（学名：Ichtyoselmis）是罂粟科下的一个属。

## 下属物种
本属包括以下物种：
- Ichtyoselmis macrantha (Oliv.) Lidén
  - 紫花黄药 Ichtyoselmis macrantha subsp. porphyrantha[2]